# Hermann Conring
Hermann Conring (Norden, 9 de novembro de 1606 - Helmstedt, 12 de dezembro de 1681) foi um intelectual alemão, que inaugurou em 1660 um curso de Ciência política, em que descrevia e examinava as questões fundamentais do Estado e fez importantes contribuições nas áreas de filosofia, medicina e direito.